# Zygmunt Ajdukiewicz
Zygmunt Ajdukiewicz, född 1861 i Witkowice och död 1917 i Wien, var en polsk konstnär.
Ajdukiewicz studerade i Wien och München, och var därefter bosatt i Wien, där han målade genrebilder ur det polska folklivet och en historisk monumentalmålning i Wiens rådhus över belägringen 1683.